# Enluminure byzantine

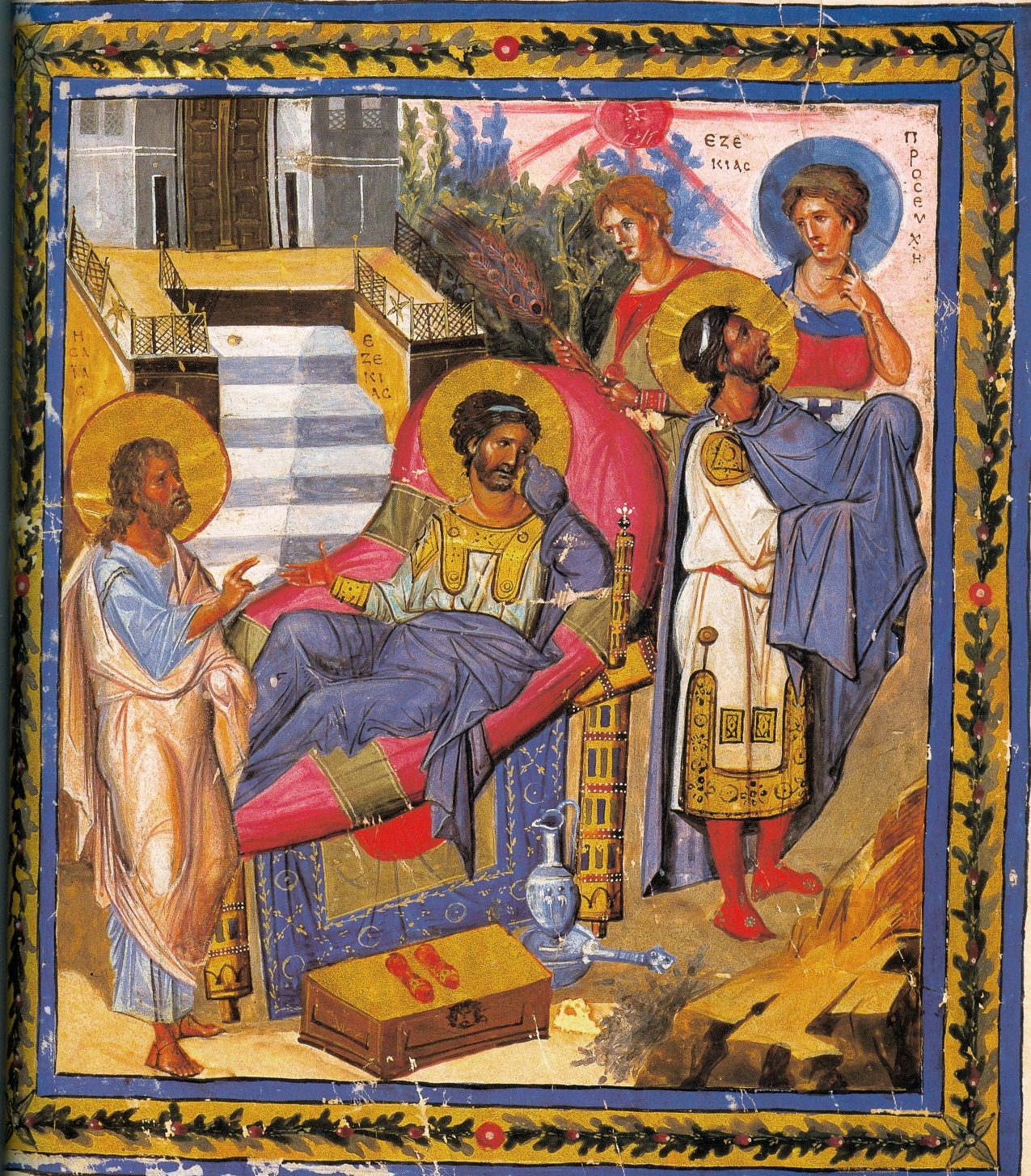
Le psautier de Paris, milieu du X, Isaïe et Ézéchias, Présage de la guérison d'Ézéchias. f.446v.

L'enluminure byzantine désigne l'art de décorer les livres pendant la période de l'Empire byzantin sur le territoire de ce dernier ainsi que dans les territoires limitrophes. Héritier de l'enluminure antique, elle se développe et évolue au gré des événements politiques et religieux qui agitent l'empire entre le Ve et le XVe siècle. Elle influence directement l'enluminure d'Europe occidentale, mais aussi la miniature ottomane et celle de son environnement culturel : slave, arménienne, géorgienne, copte. 

## Les origines et le premier art byzantin
Il est difficile de connaître la réalité de l'enluminure des premiers siècle de l'Empire romain d'Orient car très peu de manuscrits nous sont parvenus. Constantin Ier fait installer dans son palais un scriptorium avec sans doute la présence d'enlumineurs, mais aucun manuscrit n'en a été conservé. Il subsiste quelques fragments de papyrus décorés retrouvés en Égypte qui prouvent qu'il existait une tradition ancienne de décoration de textes manuscrits. Les premiers manuscrits remontent quant à eux au VIe siècle. Tous montrent que le souvenir de la peinture antique, qui est connue par les fresques notamment, est encore vivace. C'est le cas dans le plus ancien d'entre eux, le Dioscoride de Vienne, commandé par la princesse Anicia Juliana à Constantinople, au début de ce siècle, mais aussi dans des manuscrits un peu plus tardifs comme la Genèse de Vienne, le Codex Sinopensis, le Codex Purpureus Rossanensis qui vient, pour ce dernier, du sud de l'Italie byzantine ou encore la Genèse de Cotton, qui provient sans doute d'Égypte. La tendance est plutôt à des figures plus hiératiques et plus abstraites qu'à l'époque précédente. Les Évangiles de Rabula, qui proviennent de Mésopotamie et datés de 586, s'éloignent encore plus de cette inspiration, avec des couleurs plus contrastées et des formes plus géométriques. 

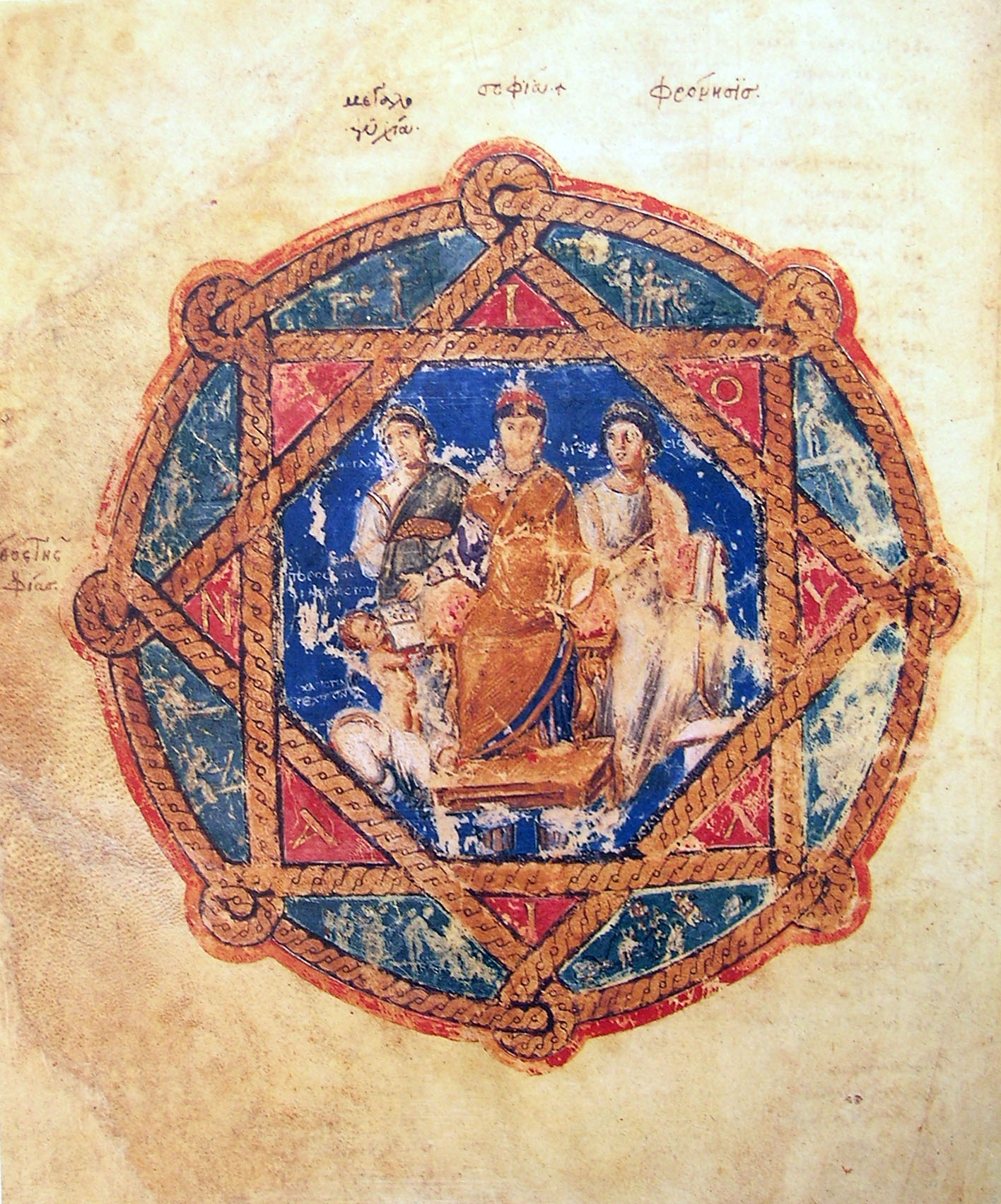
Dioscoride de Vienne, f.6v : portrait d'Anicia Juliana
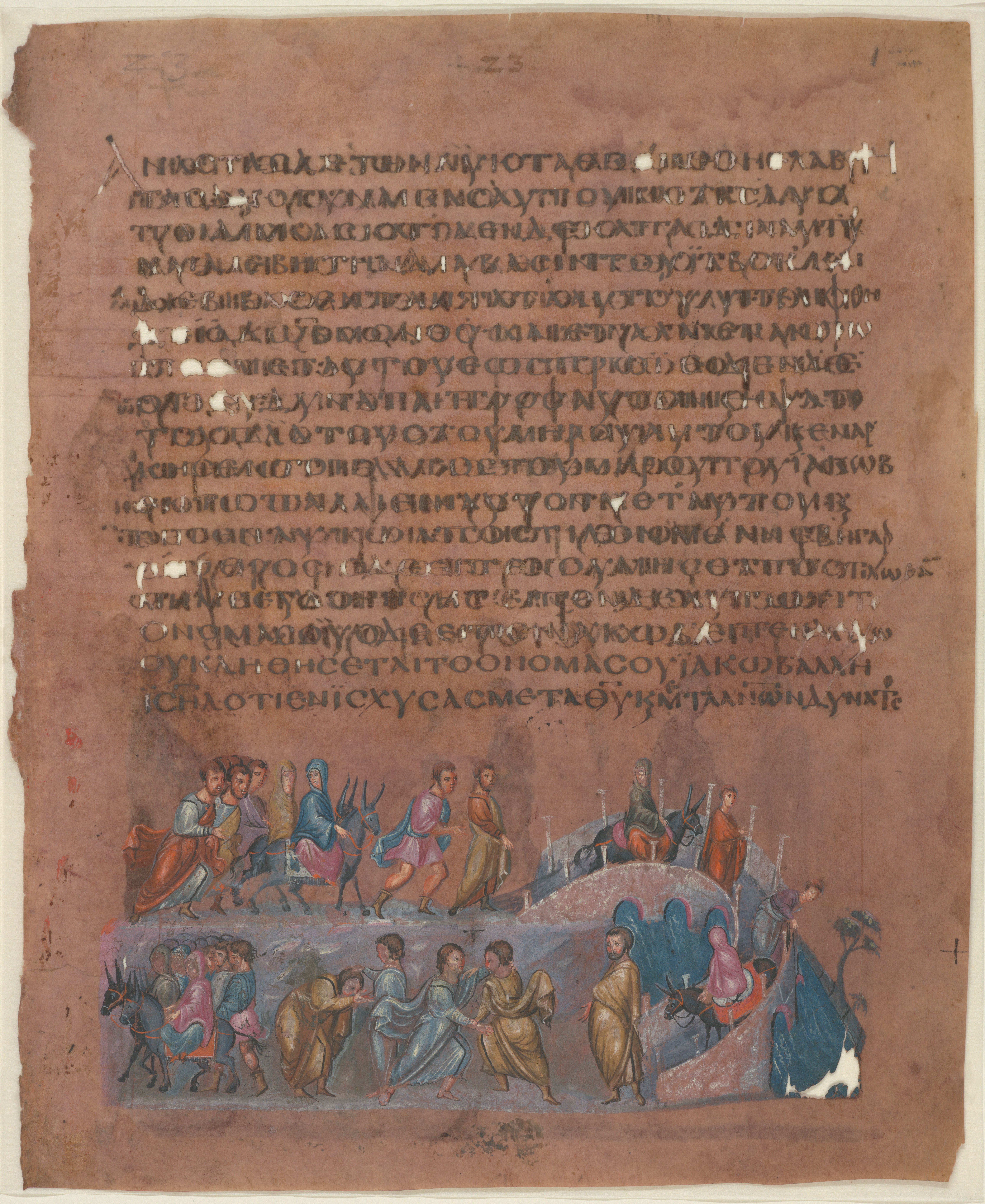
Genèse de Vienne, f.12v : Jacob
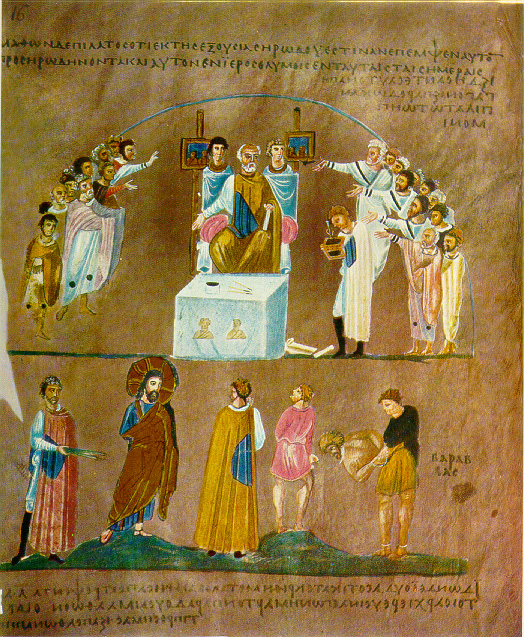
Codex Purpureus Rossanensis, f.16 : Jésus devant Pilate

## L'enluminure au temps de l'iconoclasme

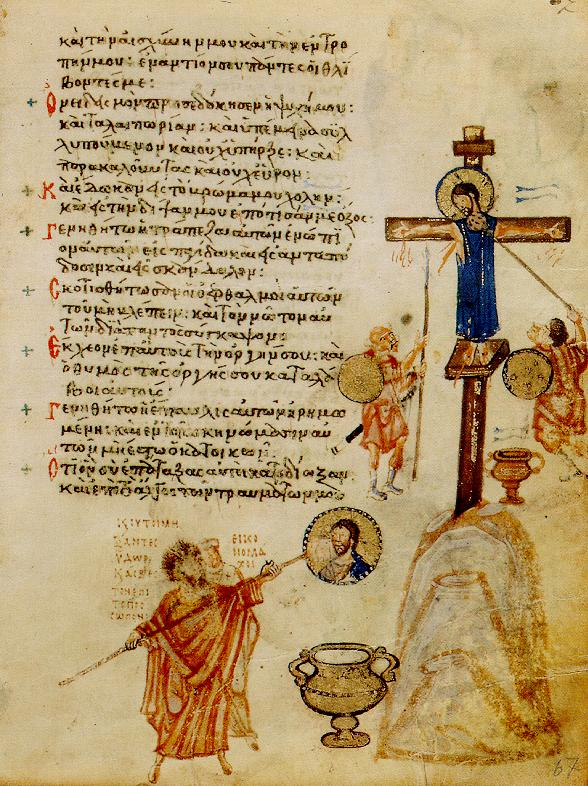
Psautier Chludov, scène de destruction d'icône

Alors qu'un certain nombre d'œuvres d'art et notamment de manuscrits sont détruits, quelques manuscrits sont tout de même produits pendant cette période du VIIe au milieu du IXe siècle, notamment dans les zones périphériques de l'empire, comme en Palestine ou en Italie. C'est sans doute dans cette dernière qu'est produit le livre des Sacra Parallela de Jean Damascène (BNF, Grec 923) qui contient plus de 1600 illustrations situées dans les marges du manuscrit. Le style est très éloigné du modèle antique, avec un trait noir épais et l'usage du fond doré. Mais c'est à Constantinople, dans un scriptorium monastique, qu'est peint le psautier Chludov, au milieu du IXe siècle, qui contient lui aussi de nombreuses décorations figuratives en marges, dont la représentation d'une célèbre scène de destruction d'icône. 

## La renaissance byzantine
L'enluminure connait un plein essor au cours de ces trois siècles. Plusieurs centaines de manuscrits sont conservés de cette période entre la fin du IXe et le XIIe siècle. Il s'agit le plus souvent de codex en parchemin, qui prennent le pas sur les rouleaux ou volumen, même si ces derniers ne disparaissent pas totalement comme le montre le Rouleau de Josué (Bibliothèque apostolique vaticane, Palat.Grec 431). Cependant, ils sont très souvent mal conservés. En effet, les techniques mises en œuvre pour favoriser la mise en couleur préconisaient soit la réalisation d'une très fine couche de préparation qui ne permet pas de les faire tenir correctement, soit au contraire l'application d'une couche très épaisse qui a tendance à s'écailler. Par ailleurs, il est souvent difficile de pouvoir les dater et localiser leur réalisation, en raison de l'absence fréquente de colophon. 
L'enluminure de cette période consiste le plus souvent en des miniatures soit en pleine page, soit sur une partie de la page, des décorations de marge et moins fréquemment de lettrines, simplement ornementales à décor végétal ou zoomorphe. 
Les psautiers sont sans doute les textes enluminés les plus fréquents. Ils sont de deux types : les psautiers monastiques, de dimensions modestes et dont les décorations se développent dans les marges presque à toutes les pages. C'est le cas du psautier Chludov ou encore du psautier de Théodore daté de 1066 (BL, Add.19352). Les psautiers aristocratiques sont au contraire de grandes dimensions, et décorés de somptueuses miniatures en pleine page mais de nombre réduit, mettant en scène le plus souvent les rois de la Bible. Le psautier de Paris en est l'exemple le plus célèbre, peut-être réalisé pour Constantin VII. Parmi les autres manuscrits, on trouve des octateuques ainsi que des évangéliaires, qui sont décorés de portraits d'évangélistes, de scènes de la vie du Christ et de canon eusébien (tables de concordance). De nombreux textes de pères de l'Église sont aussi copiés et illustrés tels que Jean Chrysostome et Grégoire de Nazianze (comme le manuscrit parisien Grec 510), ainsi que des ménologes. Des ouvrages profanes hérités de l'Antiquité sont aussi copiés et décorés, dont des ouvrages médicaux avec à nouveau Dioscoride, des traités de chasse comme celui d'Oppien de Syrie ou des traités de guerre. Quelques chroniques sont aussi enluminées à l'image des chroniques de Skylitzes, aujourd'hui conservées à Madrid (Bibliothèque nationale d'Espagne, Graecus Vitr. 26-2). 

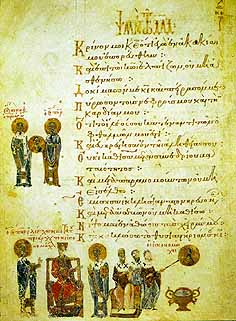
Psautier de Théodore, BL, Add.19352
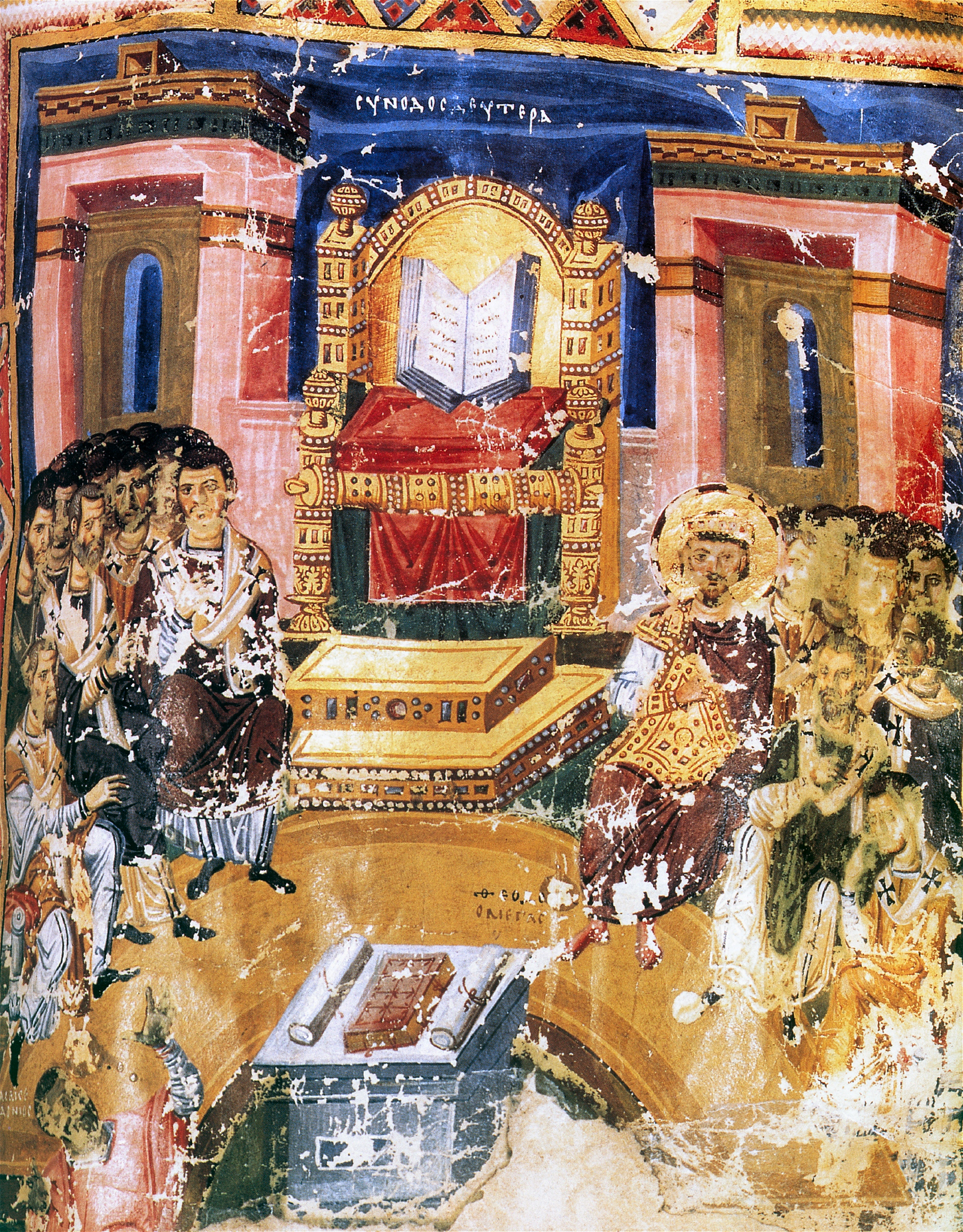
Homélies de Grégoire de Nazianze, BNF Gr.510
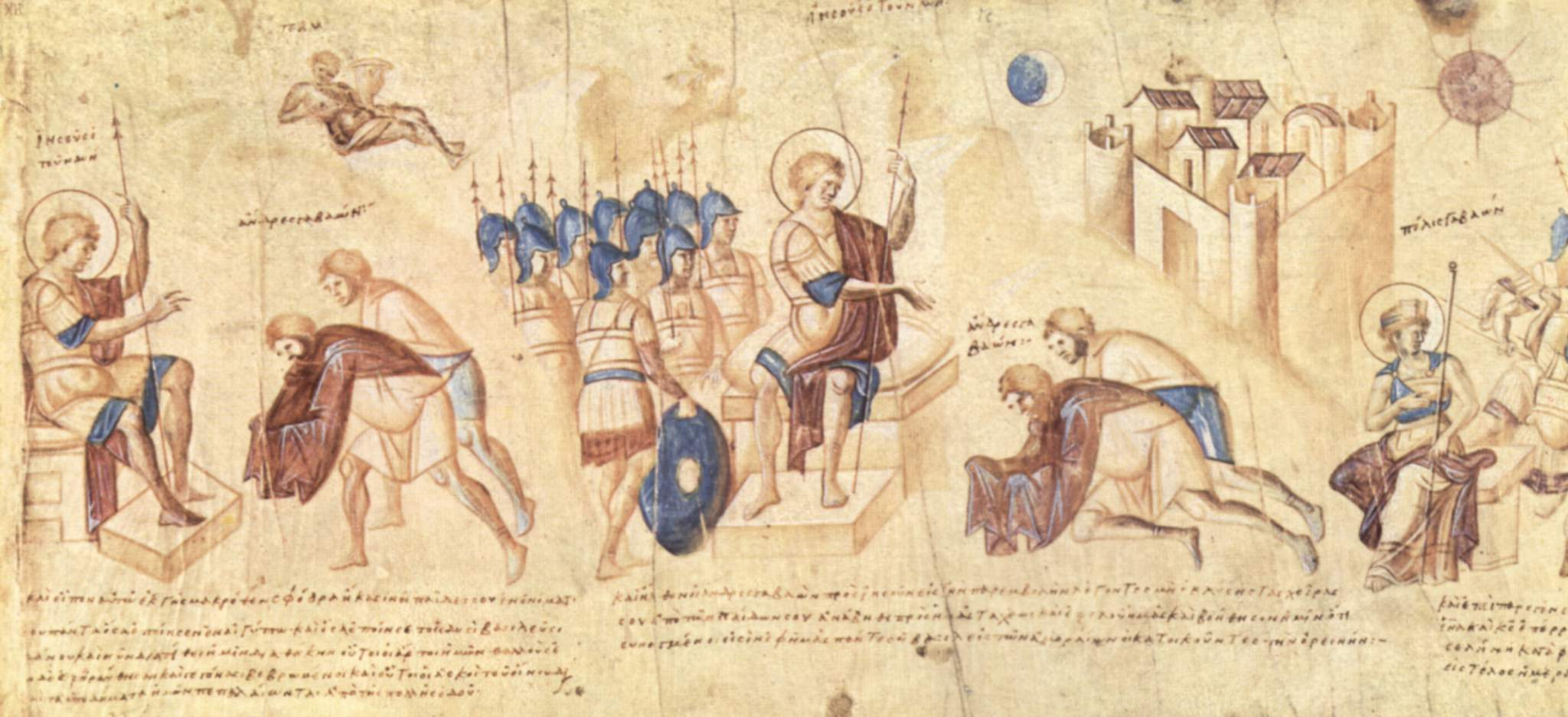
Rouleau de Josué, Bibliothèque apostolique vaticane, Palat.Grec 431, feuille 12

Parmi les sources d'inspiration, l'enluminure antique est encore présente. Cependant, de nombreux manuscrits, y compris religieux, tirent aussi leur iconographie de scènes de la vie quotidienne. Par ailleurs, l'art islamique fournit des modèles pour les motifs ornementaux et les décors zoomorphes. 
Une évolution se distingue au cours de la période. Alors que les premiers manuscrits du Xe siècle, sous influence antique, favorisent les représentations naturalistes voire illusionnistes, à partir de la fin de ce siècle, les ouvrages présentent des figures plus hiératiques, aux dimensions plus allongées, avec une multiplication des fonds dorés. Le ménologe de Basile II (BAV) ainsi que son psautier (Biblioteca Marciana, Gr.Z17)) représentent les prémices de ce style, tandis que les Homélies de Chrysostome (BNF Coislin 79) en représente l'apogée au milieu du XIe siècle. Les motifs ornementaux se multiplient, comme dans l'évangéliaire de Paris (BNF Gr.64). Au cours du XIIe siècle, les enlumineurs associent des ornements et scènes figuratives, avec des cadres de miniatures foisonnant, des lettrines et des décorations de marges. C'est le cas de l'Octateuque du Sérail (Palais de Topkapi) et d'un autre manuscrit du Grégoire de Nazianze de Paris (BNF, Gr.550). L'apogée de ce style se trouve selon les historiens de l'art dans les Homélies de Jacques de Kokkinobaphos (BNF, Gr.1208), qui en outre renouvelle considérablement l'iconographie en usage à l'époque.

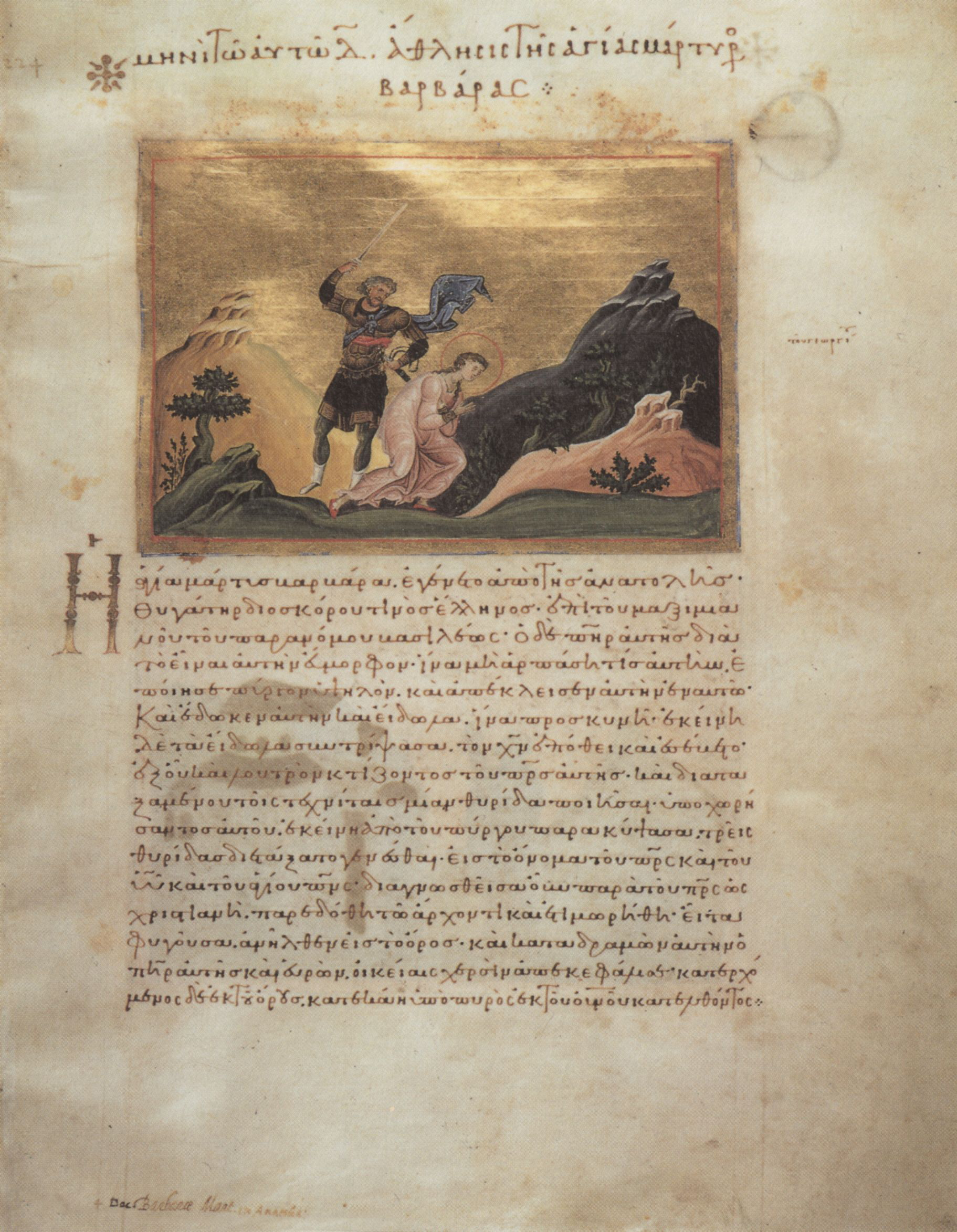
Ménologe de Basile II, Abraham et Isaac, Bibliothèque apostolique vaticane
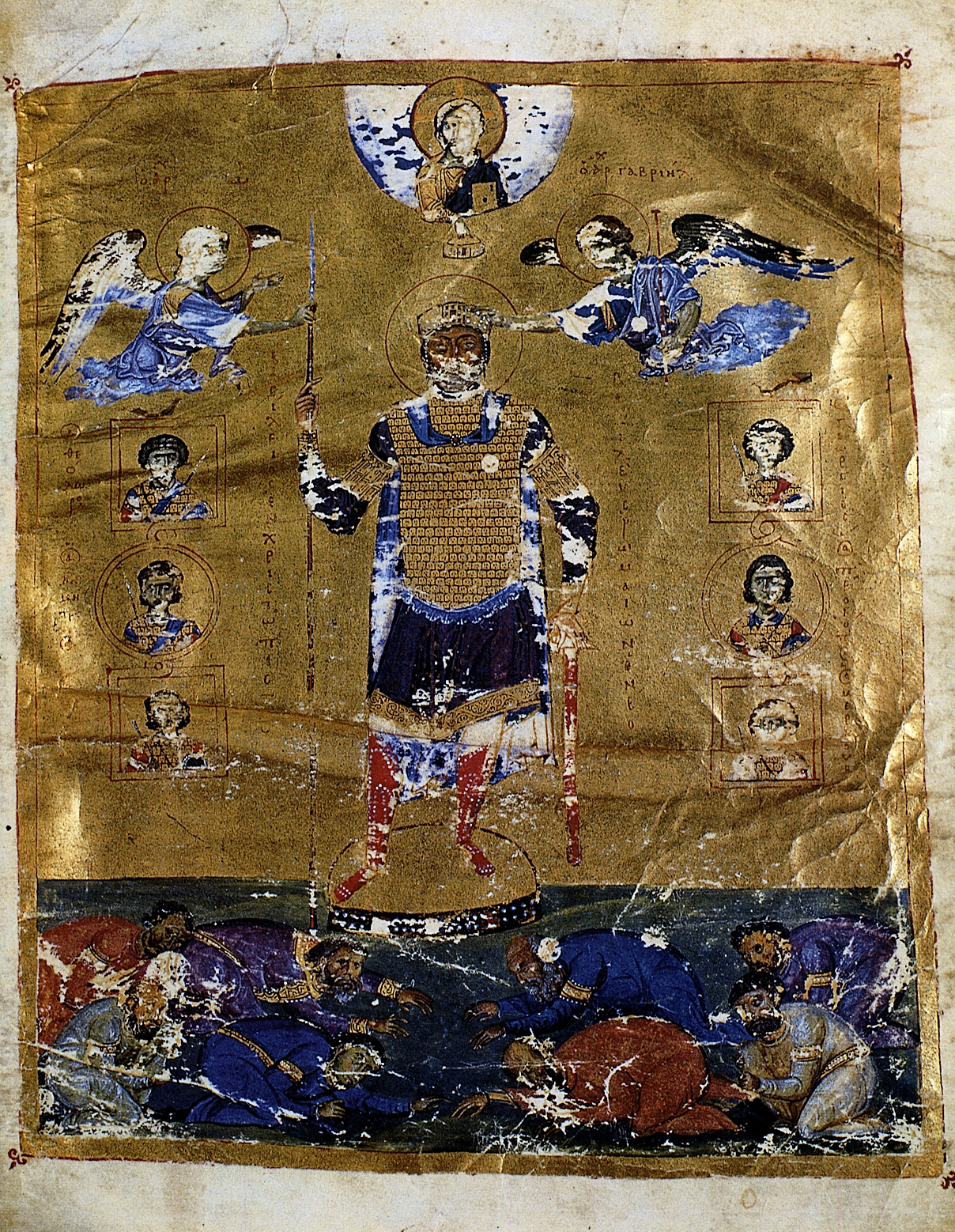
Psautier de Basile II, Biblioteca Marciana, Gr.17, f.3
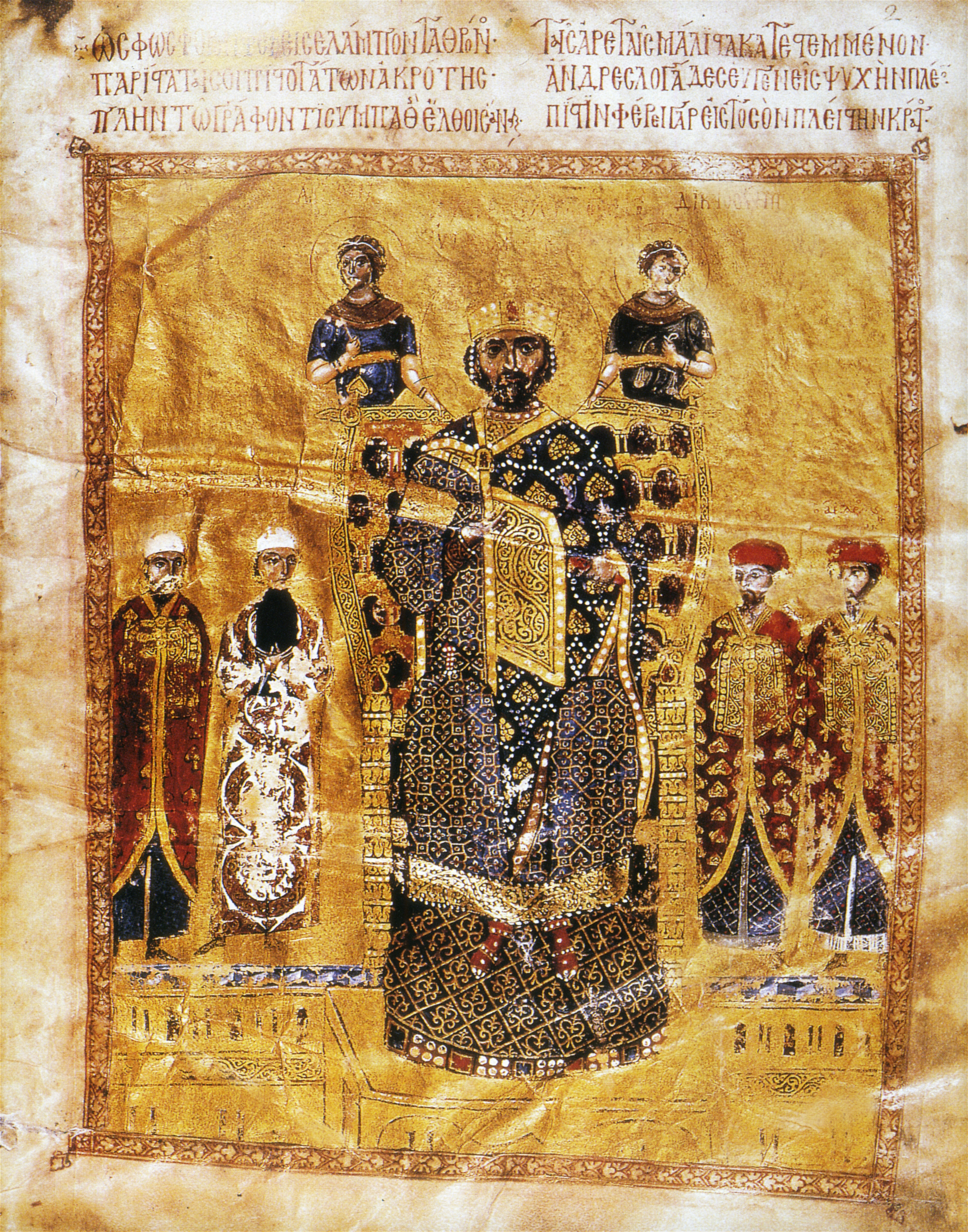
Homélies de Chrysostome, BNF Coislin 79

## L'intermède latin

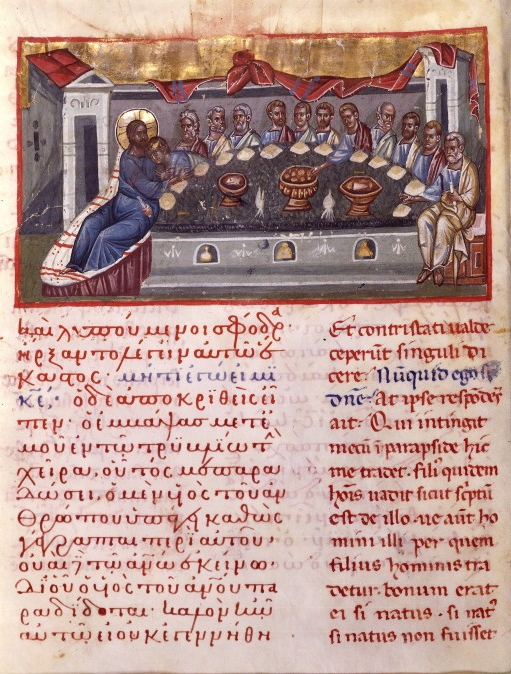
Miniature de la Cène, tétraévangile gréco-latin de la BNF.

Pendant la période d'occupation de Constantinople par les Croisés, entre 1204 et 1261, à la suite de sa mise à sac, l'art byzantin connait une parenthèse pendant laquelle elle n'est plus la priorité, les nouveaux dirigeants s'intéressant peu à ce domaine. Seul un petit groupe de manuscrits est produit pendant la période, mêlant les éléments latins et byzantins. L'un d'entre eux, un évangéliaire bilingue latin-grec, est toujours conservé à la Bibliothèque nationale de France : le tétraévangile gréco-latin (Gr.54), qui était destiné sans doute à un haut dignitaire latin, religieux ou laïc. Il n'a jamais été achevé.

## L'enluminure au temps des Paléologues
Le domaine de l'enluminure reste plus dans la permanence au cours de l'époque des Paléologues que dans l'innovation. Les manuscrits de cette époque reprennent les schémas développés aux époques précédentes, s'inspirant voire imitant directement les manuscrits de l'art macédonien ou comnène. Les ouvrages sont fabriqués de plus en plus en papier et non plus en parchemin et la production diminue. Certains ouvrages montrent une influence de l'enluminure occidentale de l'époque comme un Livre de Job écrit par un scribe de Mistra du nom de Manuel Tzykandylès vers 1362 (BNF, Gr.132).
Néanmoins, certains manuscrits tirent profit du renouveau de la peinture monumentale au cours du XIVe siècle, avec des représentations beaucoup plus expressives et virtuoses et ce, particulièrement dans les portraits. Ces derniers se retrouvent dans un manuscrit d'œuvres théologiques de l'empereur Jean VI Cantacuzène (BNF, Gr.1242) dans lequel sont peints, outre une Transfiguration, les portraits du propriétaire en empereur et en moine. C'est le cas aussi d'un manuscrit d'Hippocrate figurant le grand duc Alexis Apokaukos (BNF, Gr.2144) et un autre de la bibliothèque Bodléienne (Typicon, Cod.Gr.35) figurant des moniales autour de leur abbesse du monastère de la Bonne Espérance de Constantinople.

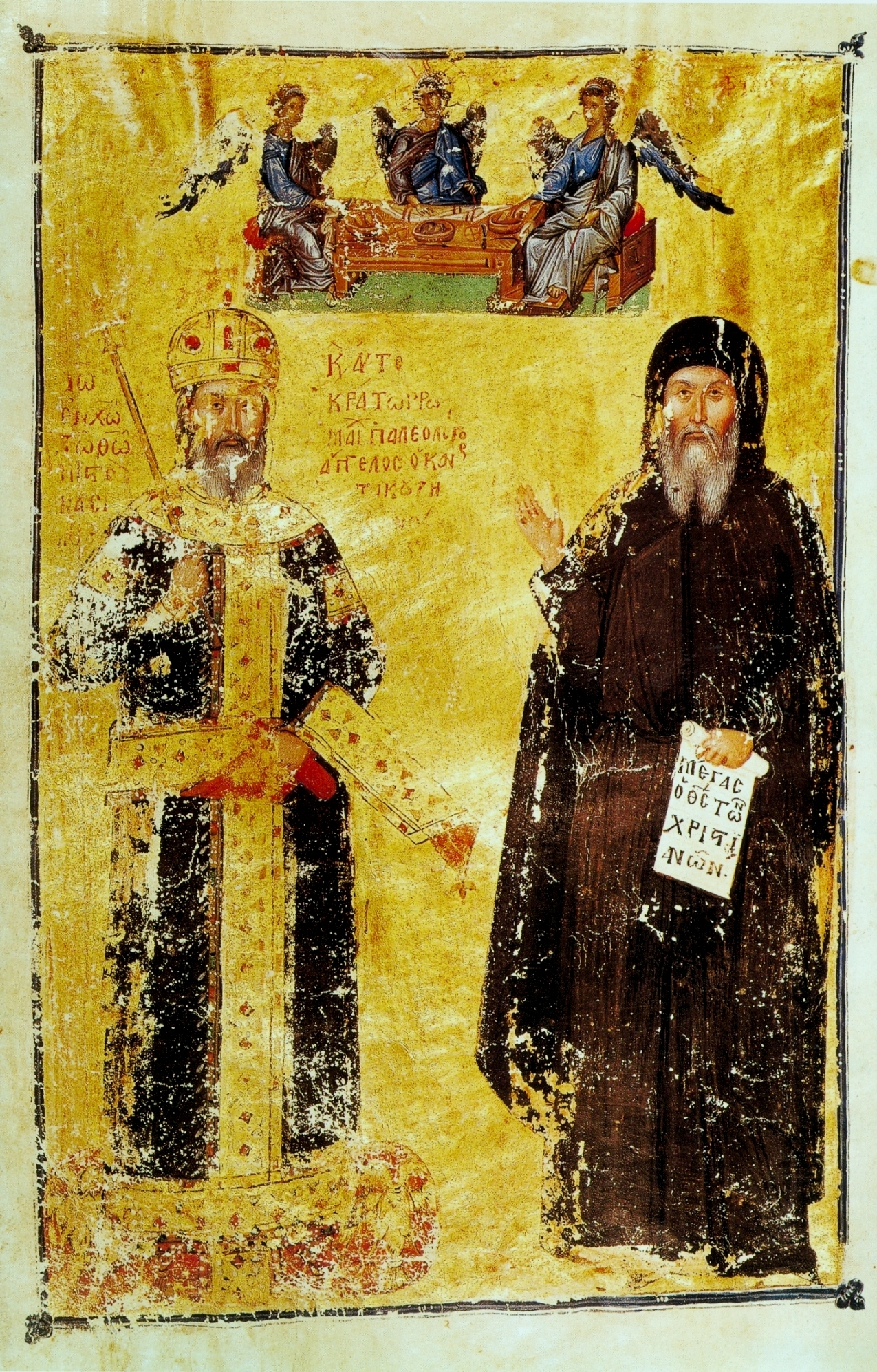
Double portrait de Jean VI Cantacuzène, Traités théologiques de Jean VI Cantacuzène, BNF, Gr.1242
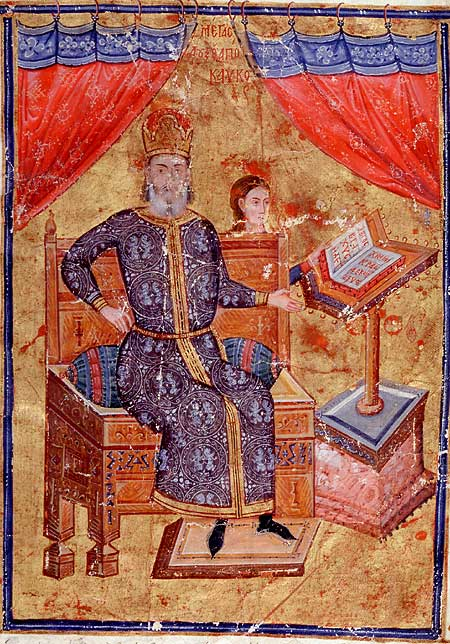
Portrait d'Alexis Apokaukos, BNF, Gr.2144
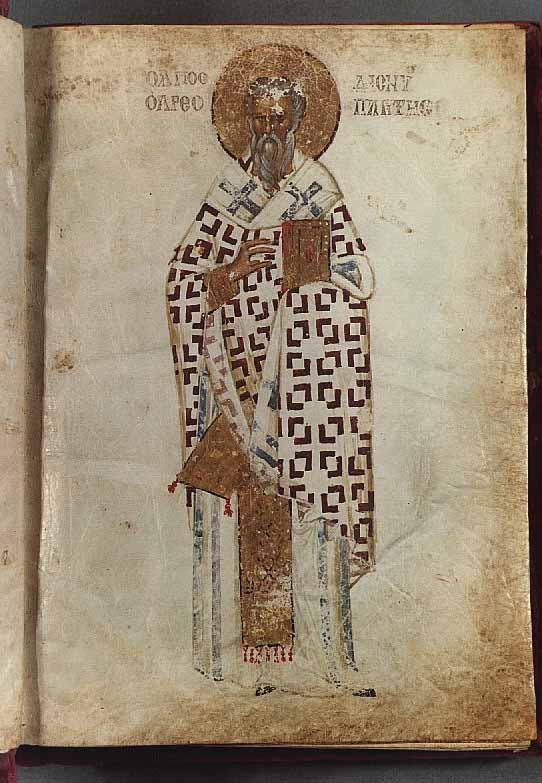
Portrait de Denys l'Aréopagite, Œuvres complètes de saint Denys l'Aréopagite, musée du Louvre, MR 416
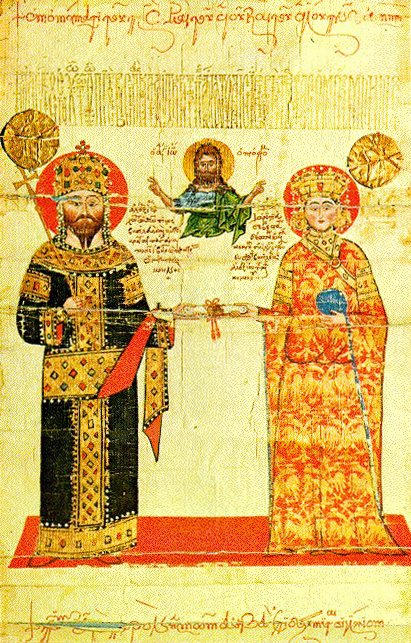
Chrysobulle d'Alexis III de Trébizonde, vers 1370